# Victory over Japan Day

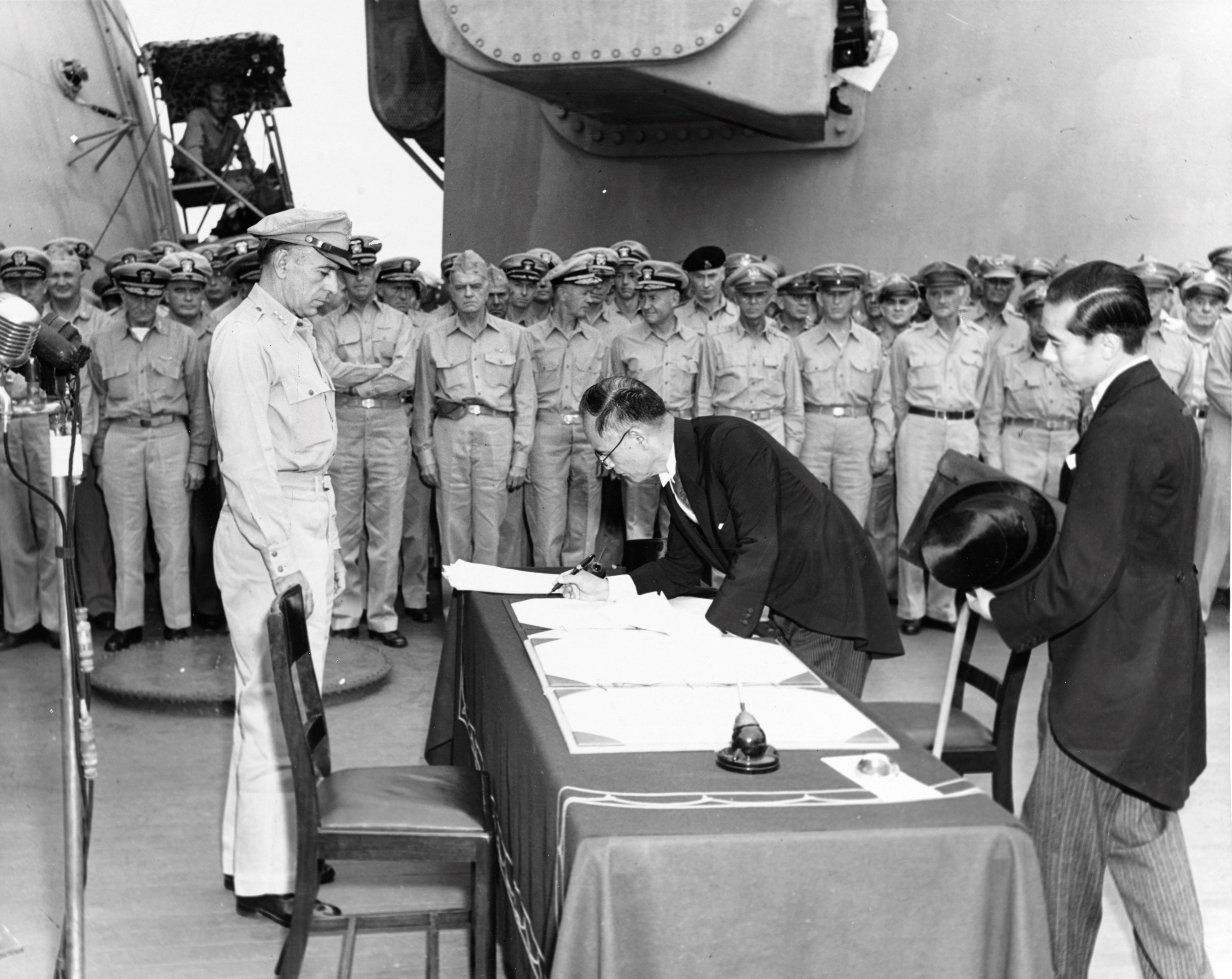
Ondertekening in 1945 door de Japanse minister van Buitenlandse Zaken Mamoru Shigemitsu op de Missouri.

Victory over Japan Day, ook bekend als V-J Day, is de dag waarop Japan zich overgaf en het einde van de Tweede Wereldoorlog betekende. De dag viel op 15 augustus 1945, en wordt vanwege het verschil in tijdzones ook wel gerekend op 14 augustus. De Amerikaanse president Harry Truman riep 2 september 1945 uit als officiële V-J Day.

## Ceremonie
Op 2 september 1945 werd een formele ceremonie gehouden in de Baai van Tokio op het Amerikaanse slagschip USS Missouri. De overgave van Japan werd door de Japanse minister van Buitenlandse Zaken Mamoru Shigemitsu getekend in aanwezigheid van de geallieerden waaronder Douglas MacArthur. Luitenant-admiraal Conrad E.L. Helfrich tekende als vertegenwoordiger voor Nederland. Met de ondertekening kwam officieel een einde aan de Tweede Wereldoorlog.

## Nasleep

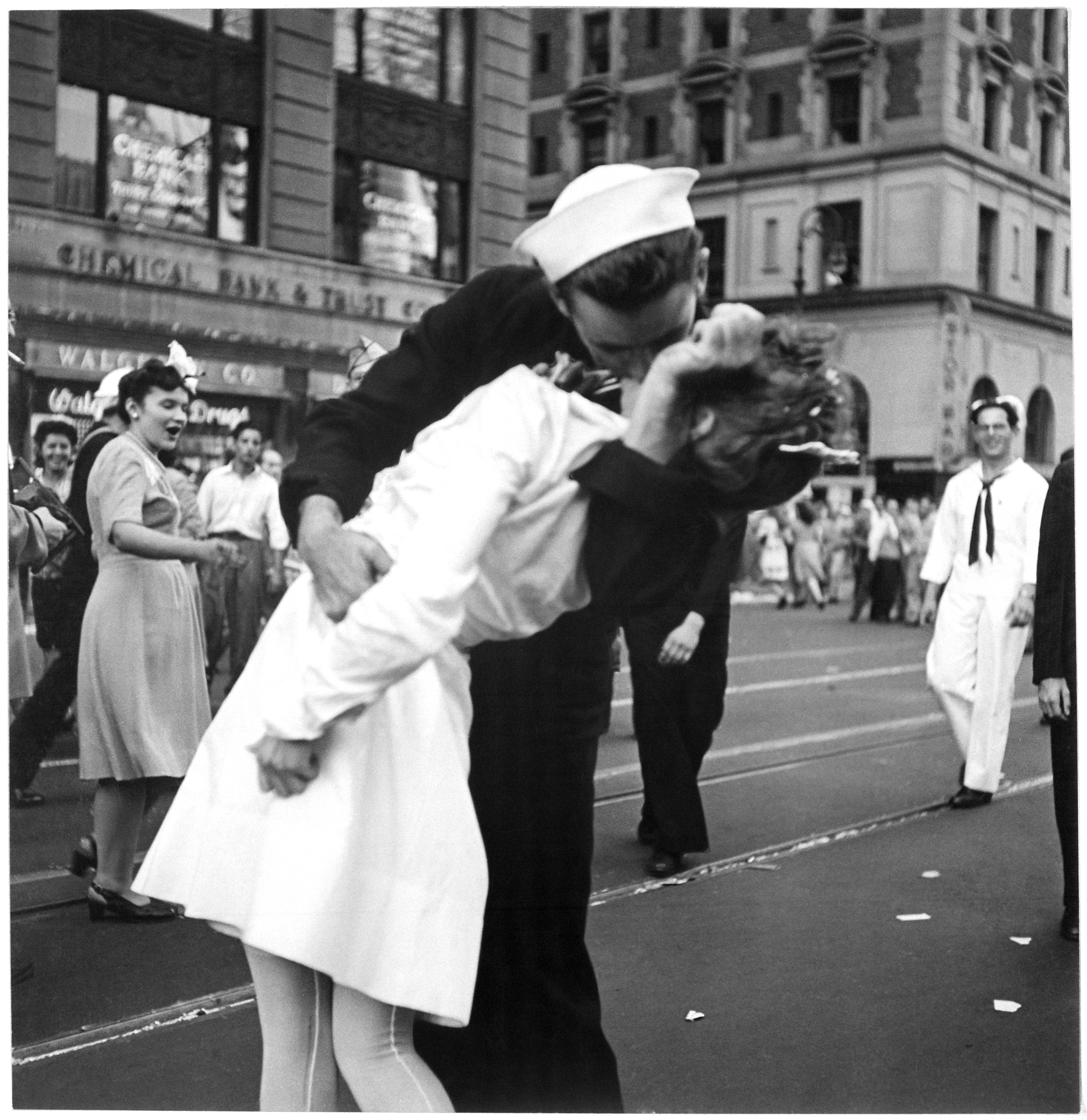
V-J Day in Times Square uit 1945.

Nadat het nieuws naar buiten kwam werd uitbundig feestgevierd. Een van de meest bekende foto's van kussende mensen werd op die dag gemaakt door Alfred Eisenstaedt. De foto werd een week later gepubliceerd in het Amerikaanse tijdschrift Life.
Japanse soldaten, verwoest door hun nederlaag, pleegden zelfmoord of brachten Amerikaanse en Britse krijgsgevangenen in Japanse kampen om het leven.

## Nederland

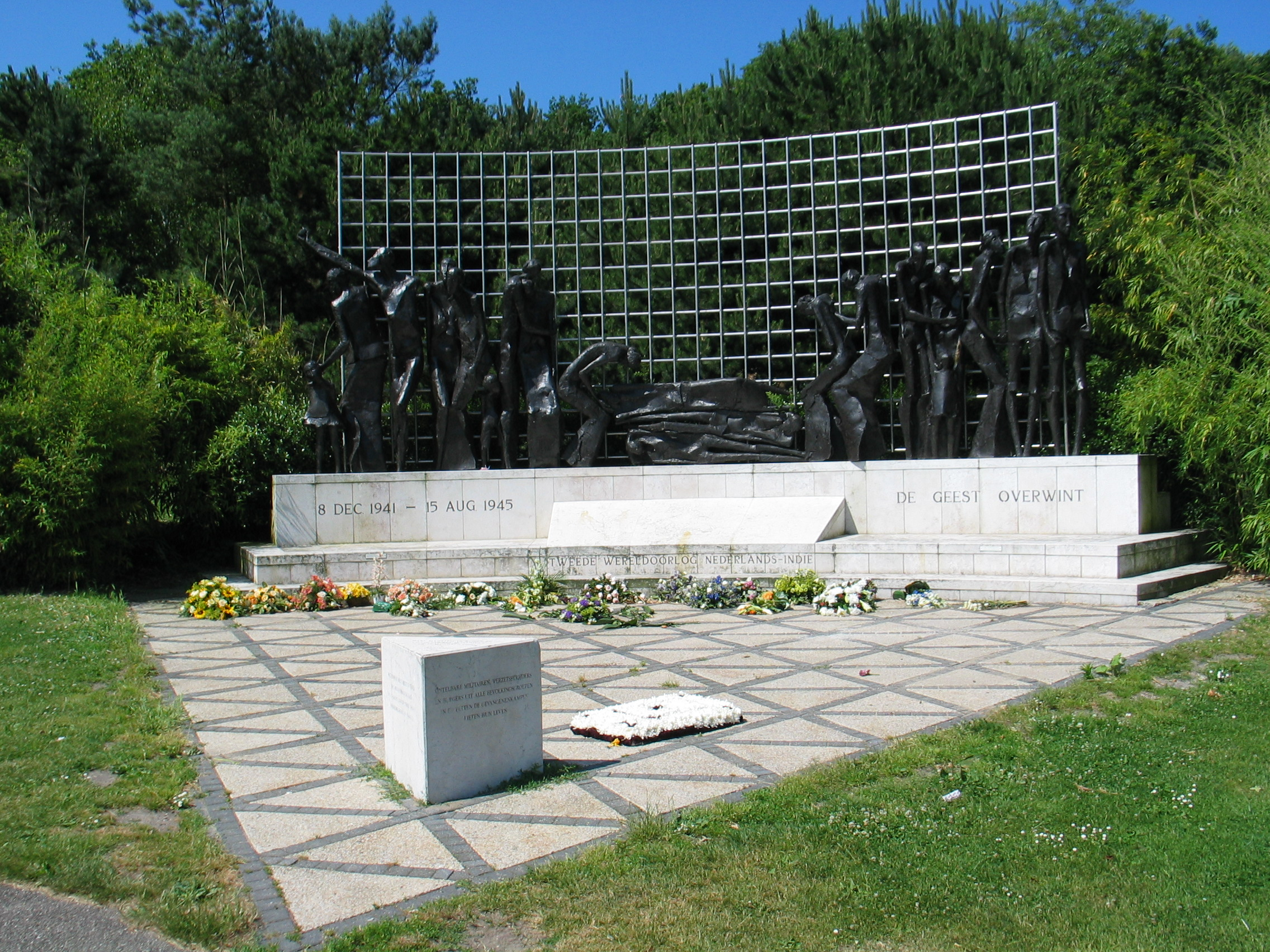
Indisch Monument in Den Haag.

Nederland heeft een nationale en verschillende regionale of lokale herdenkingsdiensten op of rond 15 augustus. De nationale dienst is bij het Indisch monument in Den Haag, waar de slachtoffers van de Japanse bezetting van Nederlands-Indië worden herinnerd, meestal in aanwezigheid van het staatshoofd en de regering. 
In totaal zijn er ongeveer 20 diensten, ook in het herdenkingscentrum van Indië in Bronbeek in Arnhem. De Japanse bezetting was een overschaduwing van de Nederlandse koloniale overheersing over Indonesië. Indonesië verklaarde zich onafhankelijk op 17 augustus 1945, slechts twee dagen nadat de Japanners zich overgaven. De Indonesische Onafhankelijkheidsoorlog duurde tot 1949, waarbij Nederland eind december van dat jaar de Indonesische soevereiniteit erkende.